# (5898) 1985 KE
(5898) 1985 KE (1985 KE, 1977 XT, 1992 WV5) — астероїд головного поясу.
Тіссеранів параметр щодо Юпітера — 3,264.